# Liste der Mitglieder des Landtags von Waldeck-Pyrmont 1848–1849

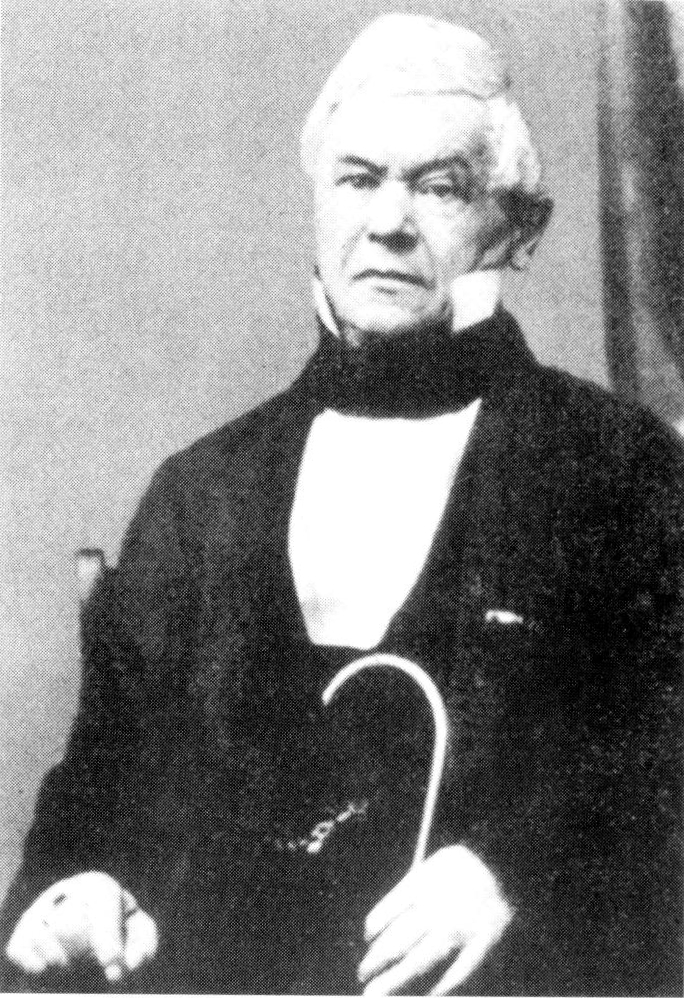
Wolrad Schumacher, Autor der verabschiedeten Verfassung

Diese Liste nennt die Liste der Mitglieder des Landtags von Waldeck-Pyrmont 1848–1849.
Nach der deutschen Märzrevolution wurde ein 8. April 1848 von den alten Ständen ein neues Wahlrecht bestimmt, nach dem ein Landtag gewählt wurde, der primär als verfassungsgebende Versammlung dienen sollte. Gewählt wurden zwölf Abgeordnete in indirekter Wahl in sechs Zweipersonenwahlkreisen. Die Wahlkreise waren:
| Wahlbezirk                  | Gebiet                                                               |
| --------------------------- | -------------------------------------------------------------------- |
| I. Städtischer Wahlbezirk   | Korbach mit Sachsenhausen, Sachsenberg und Fürstenberg               |
| II. Städtischer Wahlbezirk  | Nieder-Wildungen mit Alt-Wildungen, Züschen, Waldeck und Freienhagen |
| III. Städtischer Wahlbezirk | Mengeringhausen mit Rhoden, Landau und Arolsen                       |
| I. Ländlicher Wahlbezirk    | Oberamt des Eisenbergs und Amt Lichtenfeld                           |
| II. Ländlicher Wahlbezirk   | Oberämter der Eder und der Werbe                                     |
| III. Ländlicher Wahlbezirk  | Oberämter der Twiste und der Diemel                                  |

Daneben wurden zwei Abgeordnete aus Pyrmont zu den Beratungen hinzugezogen.
Die so bestimmten Abgeordneten waren:
| Wahlbezirk                  | Abgeordneter          | Anmerkungen          |
| --------------------------- | --------------------- | -------------------- |
| I. Städtischer Wahlbezirk   | Robert Schumacher     |                      |
| I. Städtischer Wahlbezirk   | Wilhelm von Hanxleden |                      |
| II. Städtischer Wahlbezirk  | Robert Varnhagen      |                      |
| II. Städtischer Wahlbezirk  | Jacob Rörig           | bis 14. Mai 1849     |
| II. Städtischer Wahlbezirk  | Carl Kratz            | ab 14. Mai 1849      |
| III. Städtischer Wahlbezirk | Wolrad Schumacher     |                      |
| III. Städtischer Wahlbezirk | Wilhelm Großkurth     | Präsident            |
| I. Ländlicher Wahlbezirk    | Bernhard Bunte        |                      |
| I. Ländlicher Wahlbezirk    | Julius Steinmetz      |                      |
| II. Ländlicher Wahlbezirk   | Friedrich Backhaus    |                      |
| II. Ländlicher Wahlbezirk   | Friedrich Gottmann    |                      |
| III. Ländlicher Wahlbezirk  | Karl Trainer          | bis 19. Februar 1849 |
| III. Ländlicher Wahlbezirk  | August Schreiber      | ab 22. Februar 1849  |
| III. Ländlicher Wahlbezirk  | Karl Wilhelm Runte    |                      |
| Fürstentum Pyrmont          | Carl Ludwig Rumpf     |                      |
| Fürstentum Pyrmont          | Carl Rudolph Waldeck  |                      |